# Xylographus globipennis
Xylographus globipennis es una especie de coleóptero de la familia Ciidae.

## Distribución geográfica
Habita en el este de África (Eritrea).